# اچ‌ام‌اس آسیا (۱۸۲۴)
اچ‌ام‌اس آسیا (۱۸۲۴) (به انگلیسی: HMS Asia (1824)) یک کشتی بود که طول آن ۱۹۳ فوت ۱۰ اینچ (۵۹٫۰۸ متر) بود. این کشتی در سال ۱۸۲۴ ساخته شد.